# GPC Biotech
GPC Biotech est une entreprise allemande qui faisait partie de l'indice TecDAX.